# عمليات تحرير سهل نينوى (2016)
عمليات تحرير سهل نينوى (2016) هي سلسلة من العمليات العسكرية التي نفذتها القوات العراقية ووحدات حماية سهل نينوى وقوات البيشمركة بدعم من التحالف الدولي، بهدف استعادة السيطرة على بلدات وقرى سهل نينوى ذات الغالبية المسيحية من قبضة تنظيم الدولة الإسلامية (داعش).

## خلفية
في أعقاب سقوط الموصل في 2014 بيد تنظيم الدولة الإسلامية (داعش)، وقعت مناطق سهل نينوى، ذات الغالبية المسيحية، تحت سيطرة التنظيم، مما أدى إلى نزوح وقتل جماعي للسكان، وتهجير مئات الآلاف من سكان بغديدا وبرطلة وتيسكوبا وبدنة وغيرها من البلدات.

## عمليات التحرير

### تحرير تيسكوبا
في مايو 2016، شاركت وحدات حماية سهل نينوى في القتال في تيسكوبا جنبًا إلى جنب مع قوات البيشمركة من أجل الاستيلاء على المدينة من داعش،وكذلك في سبتمبر/أيلول 2016، صد جنود وحدات حماية سهل نينوى محاولة تنظيم الدولة الإسلامية (داعش) لاستعادة تيسكوبا.

### تحرير بدنة
وفي سبتمبر/أيلول 2016 أيضًا، حررت وحدات حماية سهل نينوى قرية بدنة الشبكية من تنظيم داعش، بدعم من الغارات الجوية للتحالف الدولي.

### تحرير برطلة
في أكتوبر 2016، قامت وحدات حماية سهل نينوى، إلى جانب قوات الجيش العراقي، بتحرير بلدة برطلة من تنظيم داعش.

### تحرير بغديدا
في 19 أكتوبر/تشرين الأول 2016، حررت وحدات حماية سهل نينوى والجيش العراقي بلدة بخديدا من تنظيم داعش. وتتولى هذه الوحدات حاليًا إدارة الملف الأمني للبلدة، وقد قامت بحماية البلدة خلال أول قداس عيد ميلاد لها منذ عامين.

## أنظر أيضا
معركة الموصل (2016–2017)
زوعا
الحشد الشعبي
سهل نينوى